# Hörnesite
La hörnesite est une espèce minérale, arséniate de magnésium hydraté de formule Mg3(AsO4)2 • 8(H2O).

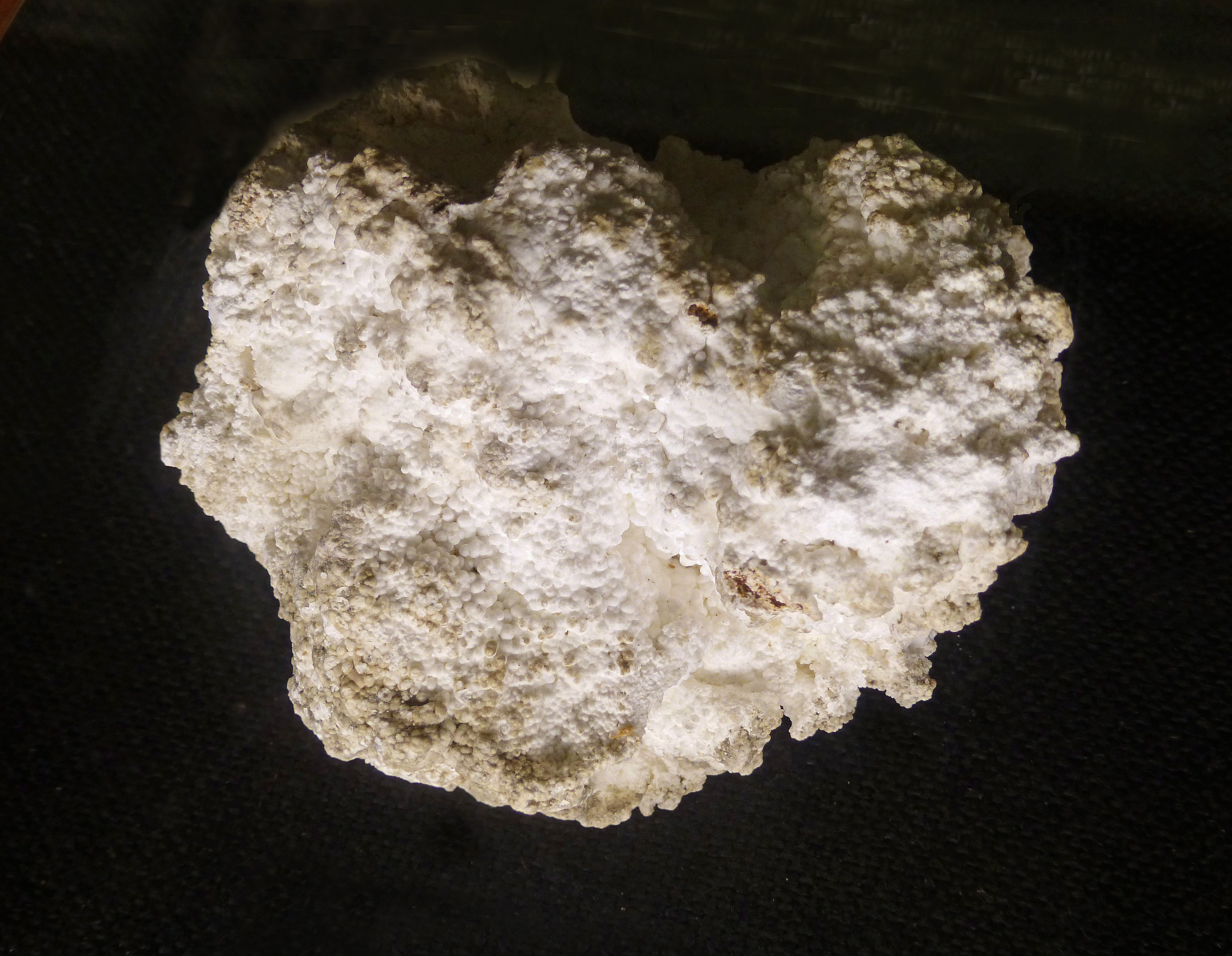
Hörnesite de Sainte-Marie-aux-Mines (Musée de minéralogie de Strasbourg)